# Власиха (річка)
Власіха (рос. Власиха) — річка у Росії, ліва притока Барнаулки (басейн Обі), тече в Алтайському краї в околицях Барнаула. 

## Фізіографія
Власіха тече по Приобському плато з північного заходу на південній схід. Її виток знаходиться біля селища Шахи на сході Павловського району Алтайського краю на висоті приблизно 240 м над рівнем моря, однак через нерегулярність стоку верхова ділянка річища часто пересихає. Регулярний стік утворюється лише нижче загати, збудованої північніше однойменного селища Власіха, що стоїть на берегах річки. Відразу після селища річка потрапляє до Барнаульського стрічкового бору і невдовзі впадає в Барнаулку, яка тече удовж бору. Гирло Власіхи знаходиться за 2 км вище по течії Барнаулки від селища Борзова Заїмка на висоті 150 м над рівнем моря.

## Гідрологія
Довжина річки 18 км, площа басейну 119 км², середньорічна витрата води у гирлі не перевищує 1 м³/с, річний стік — близько 3,5 млн. м³. Модуль річного стоку в басейні річки знаходиться в межах від 1 до 5 л/м². Живлення на 80–85 % снігове і дощове, на 15–20 % — підземне. Річковий режим з весняною повінню і рідкими паводками в літньо-осінній період.

## Інфраструктура
Селище Власіха (населення 4700 осіб) — єдине поселення на річці. Місцеве населення користується річкою як джерелом питної води, позаяк річкова долина є природним водоносним комплексом. Вище селища долина річки використовується як пасовище і сіножать, низова частина річки у стрічковому борі — в рекреаційних цілях: тут знаходяться дитячі табори і місця відпочинку барнаульців.